# Classe 7
La Classe 7, tel que définie par le règlement de la FISLY, concerne tout char à voile se pilotant debout, le gréement ne pouvant être maintenu vertical que par la présence du pilote. 
Cette classe est plus connue sous le nom de Speed-Sail, landboard ou planche à voile sur pneumatique. Elle relie les principes du skate-board et de la planche à voile. 
Cet engin est devenu aujourd’hui très populaire du fait de son prix, de son caractère peu encombrant et des excellentes sensations qu’il fournit.
Dans la Classe 7, on trouve la Classe 7 Dirt Windsurfing. Il s’agit d’une planche à roues propulsée par un gréement de windsurf. Des roues gonflables sont montées sur des essieux de types skateboard. Le rider utilise des footstraps (cale-pieds) pour maintenir son équilibre et garder le contrôle de l’engin dans les figures de Freestyle ou les trajectoires en course.

## Autres classes de char à voile
- Classe Standart
- Classe 2
- Classe 3
- Classe 5
- Mini Yacht
- Classe 8